# The Eyeliners
The Eyeliners sind eine US-amerikanische All-Girl-Pop-Punk-Band aus Albuquerque, New Mexico.

## Geschichte
Gegründet wurde die Band 1995 von den drei Schwestern Laura, Lisa und Gel unter dem Namen Psychodrama, welchen sie schon nach der Veröffentlichung nur einer Single („Vivid“) 1996 in The Eyeliners änderten.
Seit 2002 hat die Band mehrere Male an der Warped Tour teilgenommen. Als Support tourten The Eyeliners bisher mit No Use for a Name und Social Distortion. Gemeinsame Auftritte gab es mit Sugar Ray, den Violent Femmes, Andrew W. K. und Joan Jett & The Blackhearts.
Seit 2002 konzentriert sich Laura als Frontfrau bei Livekonzerten ausschließlich auf den Gesang. Am Schlagzeug gastierten seitdem eine Reihe von Musikern wie Hunter Burgan von AFI und Branden Steineckert von The Used.
2005 veröffentlichten The Eyeliners ihr bisher letztes Album No Apologies auf Joan Jetts Label Blackheart Records.

## Diskografie
Alben
- 1997: Confidential (Sympathy for the Record Industry)
- 2000: Here Comes Trouble (Panic Button)
- 2001: Sealed with a Kiss (Panic Button, kein inhaltlicher Zusammenhang mit dem Evergreen Sealed with a Kiss)
- 2003: The First Four Years (Painkiller Records)
- 2005: No Apologies (Blackheart Records)

Singles
- 1997: Broke My Heart / Too Late (Sympathy for the Record Industry)
- 1997: Do the Zombie (Sympathy for the Record Industry)
- 1998: Rock N Roll, Baby! (Sympathy for the Record Industry)